# Monumento a Giuseppe Parini (1838)
Il monumento a Giuseppe Parini è una scultura in marmo realizzata da Gaetano Monti (1776-1847) situata nello scalone richiniano del palazzo di Brera a Milano.

## Storia e descrizione
L'opera fu realizzata dallo scultore neoclassico Gaetano Matteo Monti in onore del grande poeta milanese Giuseppe Parini.
L'idea di realizzare la statua partì da una sottoscrizione del 1827 che riguardava anche il monumento a Cesare Beccaria di Pompeo Marchesi. Solo nel 1830 fu istituita una commissione.
Il modello in gesso venne presentato all'esposizione di Belle Arti di Brera nel 1835.
La statua definitiva presenta diversità nella posa e nell'abbigliamento rispetto alla descrizione del modello in gesso.
Nel 1838 era elencata tra le opere esposte a Brera, ma non si ha notizia di un'inaugurazione ufficiale.